# Сафронов Юрій Петрович
Юрій Петрович Сафронов (нар. 22 лютого 1956, Москва) — радянський футболіст. Півзахисник, виступав у командах «Карпати» (Львів) і СКА «Карпати» (Львів).
Мешкає у Львові.